# Civico zero
Civico zero (anche denominato Civico 0) è un film del 2007 diretto da Francesco Maselli.
Pellicola ad episodi sui temi di immigrazione ed esclusione sociale, girata interamente a Roma; è divisa in tre episodi che sono storie reali; è tratta dal libro Il nome del barbone di Federico Bonadonna. 
Ognuno dei tre episodi è caratterizzato dalla presenza di un attore professionista, rispettivamente: Letizia Sedrick (episodio I), Ornella Muti (episodio II) e Massimo Ranieri (episodio III).

## Trama

### Episodi

#### Episodio I: Stella, emigrante etiope
Stella è una giovane etiope emigrata a Roma dopo avere attraversato a piedi il deserto. Vive in un container, trova un lavoro in via Marsala e si sposa con Joseph, vecchio compagno africano. La vita della coppia è piena di stenti, essendo costretti a spostarsi di città in città in cerca di un impiego stagionale.

#### Episodio II: Nina, emigrante rumena
Nina è una donna rumena emigrata in Italia senza permesso di soggiorno. Combatte contro la solitudine e l'esclusione sociale di una classe di donne che, lungi dall'essere integrate, cercano il lavoro di badante in una costrizione che somiglia ad un'opera di accattonaggio presso anziani pensionati della città. Nella ricerca del lavoro uno dei grossi ostacoli è la mancata conoscenza della lingua italiana. Grazie all'aiuto di una connazionale, Nina trova un lavoro di badante presso due anziane di 92 e 62 anni, che vivono a Roma nel quartiere Prenestino, completamente sole.
Alcune frasi di Ornella Muti, che è uno dei visi notoriamente più belli del cinema brillante, e che stavolta ha il viso sofferente di Nina assorta a pensare mentre è rinchiusa in una piccola stanza semibuia, tendono ad esprimere la condizione di abbandono sociale in cui si sentiva la sfortunata donna protagonista della storia raccontata:     

#### Episodio III: Giuliano
Giuliano, fruttivendolo di Campo de' Fiori a Roma, alla morte della madre, è diventato pazzo, e vaga per la città senza una meta.

## Produzione

### Regia
Francesco Maselli applica al film una tecnica neorealistica da lui stesso definita "realismo lirico". Essa consiste in taluni elementi ben riconoscibili in tutti e tre gli episodi del film:
- Trama che prende spunto da racconti-intervista.
- Voci narranti fuori campo di personaggi reali.
- Ruolo degli attori professionisti calato nei luoghi reali delle vicende raccontate.
- Colonna sonora aderente.

Qualcuno dei tre episodi si caratterizza per possedere qualche elemento aggiuntivo di realismo, come il secondo episodio, dove Ornella Muti, parla in rumeno.

## Distribuzione
Il film è distribuito dall'Istituto Luce.